# Club Deportivo Beti Onak
Club Deportivo Beti Onak, baskisch: Beti Onak Kirol Elkartea (deutsch: Sportclub Beti Onak), kurz: CD Beti Onak, ist ein Sportverein aus Villava-Atarrabia in Spanien. Im 1951 gegründeten Verein wird Handball, Fußball und Pelota gespielt.

## Handball (Frauen)
Die Frauen des CD Beti Onak schafften im Jahr 2022 den Aufstieg in die höchste spanische Liga, die División de Honor. Aus Sponsoringgründen traten sie in der Saison 2022/2023 unter dem Namen Gurpea Beti Onak Azparren Gestión an, ab 2023 als Replasa Beti Onak. Trainiert wird das Team von Miguel Etxeberria Angulo.
Im Verein spielten Naiara Egozkue (1994–2004), Lysa Tchaptchet (bis 2019), Lyndie Tchaptchet (bis 2023) und Macarena Sans.

## Handball (Männer)
Im Handball der Männer gehörte der Verein im Jahr 1984 zu den Gründungsmitgliedern der Asociación de Clubes Españoles de Balonmano.